# Bryoerythrophyllum binnsii
Bryoerythrophyllum binnsii är en bladmossart som beskrevs av Roelof J.van der Wijk och Margadant 1959. Bryoerythrophyllum binnsii ingår i släktet fotmossor, och familjen Pottiaceae. Inga underarter finns listade i Catalogue of Life.